# 성서로
성서로(Seongseo-ro)는 대구광역시 달서구 월성동 매천교서편삼거리에서 이곡동 불미골네거리를 잇는 대구광역시의 도로이다.

## 주요 경유지
대구광역시
- 달서구 (월성동 . 이곡동)

## 노선
| 이름             | 접속 노선                      | 소재지 | 소재지 | 비고 |
| ---------------- | ------------------------------ | ------ | ------ | ---- |
| (매천교 서편)    | 달서대로                       | 달서구 | 월성동 |      |
| 성서공단네거리   | 성서공단로                     | 달서구 | 월성동 |      |
| 갈산네거리       | 성서공단북로                   | 달서구 | 이곡동 |      |
| 성서네거리       | 국도 제30호선 (달구벌대로)     | 달서구 | 이곡동 |      |
| 성서우체국네거리 | 이곡서로                       | 달서구 | 이곡동 |      |
| 국민연금네거리   | 계대동문로                     | 달서구 | 이곡동 |      |
| 불미골네거리     | 대구광역시도 제48호선 (선원로) | 달서구 | 이곡동 |      |

## 주요 건물 및 시설
- 농협 성서공단지점 (성서로 329/갈산동 100-32)
- 성서119안전센터 (성서로 357/이곡동 1000-244)
- 이마트24 성서1차공단점 (성서로 358/이곡동 1000-70)
- 하나은행 대구성서금융센터지점 (성서로 399/이곡동 1220-10)
- 대구광역시차량등록사업소 서부분소 (성서로 400/이곡동 1252-3)
- 대구성서우체국 (성서로 406/이곡동 1252)
- 세븐일레븐 대구성서이곡점 (성서로 414/이곡동 1244-1)
- 빽다방 대구성서롯데점 (성서로 414/이곡동 1244-1)
- 롯데시네마 성서 (성서로 414/이곡동 1244-1)
- 프랭크버거 대구성서점 (성서로 414/이곡동 1244-1)
- 국민연금공단 대구지역본부 (성서로 419/이곡동 1198-5)
- 메가MGC커피 대구성서점 (성서로 420/이곡동 1244)